# Џилет (Арканзас)
Џилет (енгл. Gillett) град је у америчкој савезној држави Арканзас.

## Демографија
По попису из 2010. године број становника је 691, што је 128 (-15,6%) становника мање него 2000. године.
| Група             | 2000.       | 2010.       |
| Белци             | 712 (86,9%) | 569 (82,3%) |
| Афроамериканци    | 103 (12,6%) | 105 (15,2%) |
| Азијати           | 0 (0,0%)    | 1 (0,1%)    |
| Хиспаноамериканци | 3 (0,4%)    | 11 (1,6%)   |
| Укупно            | 819         | 691         |